# Portugal aux Jeux olympiques d'été de 1972
Le Portugal participe aux Jeux olympiques d'été de 1972 qui se déroulent du 26 août au 11 septembre 1972 à Munich en Allemagne. Il s'agit de sa treizième participation à des Jeux d'été. La délégation portugaise est représentée par des athlètes dans huit sports différents.
Le Portugal fait partie des pays qui ne remportent pas de médaille au cours de cet événement sportif.

## Résultats

### Athlétisme
Hommes
| Athlète                                                    | Épreuve          | Séries         | Séries  | Quarts de finale | Quarts de finale | Demi-finales | Demi-finales | Finale          | Finale   |
| Athlète                                                    | Épreuve          | Temps          | Rang    | Temps            | Rang             | Temps        | Rang         | Temps           | Rang     |
| ---------------------------------------------------------- | ---------------- | -------------- | ------- | ---------------- | ---------------- | ------------ | ------------ | --------------- | -------- |
| Alberto Matos                                              | 110 m haies      | 14 s 74        | 7e (E)  | éliminé          | éliminé          | éliminé      | éliminé      | éliminé         | éliminé  |
| Fernando Silva                                             | 400 m            | 47 s 67        | 6e (E)  | éliminé          | éliminé          | éliminé      | éliminé      | éliminé         | éliminé  |
| Fernando Mamede                                            | 800 m            | 1 min 48 s 6   | 4e (E)  | éliminé          | éliminé          | éliminé      | éliminé      | éliminé         | éliminé  |
| Fernando Mamede                                            | 1 500 m          | 3 min 45 s 10  | 6e (E)  | éliminé          | éliminé          | éliminé      | éliminé      | éliminé         | éliminé  |
| Carlos Lopes                                               | 5 000 m          | 14 min 29 s 60 | 49e (E) | éliminé          | éliminé          | éliminé      | éliminé      | éliminé         | éliminé  |
| Carlos Lopes                                               | 10 000 m         | 28 min 53 s 60 | 9e (E)  | éliminé          | éliminé          | éliminé      | éliminé      | éliminé         | éliminé  |
| Armando Aldegalega                                         | Marathon         | NC             | NC      | NC               | NC               | NC           | NC           | 2 h 28 min 34 s | 41e      |
| Fernando Silva Alberto Matos José Carvalho Fernando Mamede | Relais 4 x 100 m | 3 min 10 s 00  | 7e (E)  | éliminés         | éliminés         | éliminés     | éliminés     | éliminés        | éliminés |

### Aviron
Hommes
| Athlète                        | Épreuve        | Séries        | Séries   | Repêchages    | Repêchages | Demi-finales | Demi-finales | Finale  | Finale   |
| Athlète                        | Épreuve        | Temps         | Résultat | Temps         | Résultat   | Temps        | Résultat     | Temps   | Résultat |
| ------------------------------ | -------------- | ------------- | -------- | ------------- | ---------- | ------------ | ------------ | ------- | -------- |
| José Marques                   | Skiff          | 8 min 39 s 73 | 6e (R)   | 8 min 54 s 27 | 5e (E)     | éliminé      | éliminé      | éliminé | éliminé  |
| Carlos Oliveira Manuel Barroso | Deux de couple | 8 min 09 s 93 | 4e (R)   | 7 min 44 s 25 | 4e (E)     | éliminé      | éliminé      | éliminé | éliminé  |

### Équitation
Hommes
| Athlète                                        | Épreuve                      | Finale   | Finale |
| Athlète                                        | Épreuve                      | Résultat | Rang   |
| ---------------------------------------------- | ---------------------------- | -------- | ------ |
| Carlos Campos                                  | Saut d'obstacles individuel  | ????     | 13e    |
| Francisco Caldeira                             | Saut d'obstacles individuel  | ????     | 31e    |
| Vasco Ramires                                  | Saut d'obstacles individuel  | ????     | 37e    |
| Carlos Campos Francisco Caldeira Vasco Ramires | Saut d'obstacles par équipes | 107,50   | 13e    |

### Judo
Hommes
| Athlète          | Épreuve        | 16es de finale        | 16es de finale | 8es de finale       | 8es de finale | Quarts de finale | Quarts de finale | Demi-finales | Demi-finales | Finale     | Finale   |
| Athlète          | Épreuve        | Adversaire            | Résultat       | Adversaire          | Résultat      | Adversaire       | Résultat         | Adversaire   | Résultat     | Adversaire | Résultat |
| ---------------- | -------------- | --------------------- | -------------- | ------------------- | ------------- | ---------------- | ---------------- | ------------ | ------------ | ---------- | -------- |
| António Roquete  | Moins de 70 kg | Damirangiin Baatarjay | V              | Engelbert Dörbrandt | D             | éliminé          | éliminé          | éliminé      | éliminé      | éliminé    | éliminé  |
| Orlando Ferreira | Moins de 80 kg | Shinobu Sekine        | D              | éliminé             | éliminé       | éliminé          | éliminé          | éliminé      | éliminé      | éliminé    | éliminé  |